# كروتوناوية
الكروتوناوية (الاسم العلمي: Crotoneae) هي قبيلة نباتية تتبع الفصيلة الفربيونية من رتبة الملبيغيات.

## أجناس
- كروتون